# V838 Monocerotis
V838 Monocerotis (V838 Mon, Nova Monocerotis 2002) là một sao biến quang màu đỏ trong chòm sao Monoceros cách Mặt trời khoảng 20.000 năm ánh sáng (6 kpc). Ngôi sao chưa được biết đến trước đó đã được quan sát vào đầu năm 2002 trải qua một vụ nổ lớn, và có thể là một trong những ngôi sao lớn nhất được biết đến trong một thời gian ngắn sau vụ nổ. Ban đầu được cho là một vụ phun trào nova điển hình, sau đó nó được xác định là một cái gì đó hoàn toàn khác. Lý do cho sự bùng nổ vẫn chưa chắc chắn, nhưng một số phỏng đoán đã được đưa ra, bao gồm một vụ phun trào liên quan đến quá trình chết sao và sự hợp nhất của một ngôi sao nhị phân hoặc các hành tinh.
Phần còn lại đang phát triển nhanh chóng. Đến năm 2009, nhiệt độ của nó đã tăng một chút (kể từ năm 2005) lên 3.270 K và độ sáng của nó là 15.000 lần năng lượng mặt trời, nhưng bán kính của nó đã giảm xuống 380 lần so với Mặt trời mặc dù ejecta tiếp tục mở rộng. Đám mây bụi bị đẩy ra mờ đục đã nhấn chìm hoàn toàn một người bạn đồng hành loại B.

## Bùng phát
Vào ngày 6 tháng 1 năm 2002, một ngôi sao vô danh đã được nhìn thấy sáng lên trong chòm sao Monoceros, Kỳ lân. Là một ngôi sao biến mới, nó được chỉ định là V838 Monocerotis, ngôi sao biến thứ 838 của Monoceros. Ban đầu cong ánh sáng giống như của một nova, một vụ phun trào xảy ra khi đủ hydro khí đã tích lũy trên bề mặt của một sao lùn trắng từ chặt chẽ nhị phân đồng hành. Do đó, nó cũng được chỉ định Nova Monocerotis 2002. V838 Monocerotis đạt cường độ thị giác tối đa 6,75 vào ngày 6 tháng 2 năm 2002, sau đó nó bắt đầu mờ đi nhanh chóng, như mong đợi. Tuy nhiên, vào đầu tháng 3, ngôi sao bắt đầu sáng trở lại, đặc biệt là ở bước sóng hồng ngoại. Một sự phát sáng khác của tia hồng ngoại đã xảy ra vào đầu tháng Tư. Vào năm 2003, ngôi sao đã trở lại gần độ sáng ban đầu trước khi phun trào (cường độ 15,6) nhưng giờ đây là một siêu sao đỏ chứ không phải là một ngôi sao theo trình tự chính màu xanh. Đường cong ánh sáng được tạo ra bởi vụ phun trào không giống như bất kỳ điều gì đã thấy trước đây. Vào năm 2009, ngôi sao này sáng hơn mặt trời khoảng 15.000 lần, nếu không có sự tuyệt chủng sẽ tương ứng với cấp sao biểu kiến là 8,5 
Ngôi sao này phát sáng tới khoảng một triệu lần độ sáng mặt trời  và cấp sao tuyệt đối.89,8, đảm bảo rằng tại thời điểm tối đa V838 Monocerotis là một trong những ngôi sao phát sáng nhất trong thiên hà Milky Way. Sự sáng lên được gây ra bởi sự mở rộng nhanh chóng của các lớp bên ngoài của ngôi sao. Ngôi sao được quan sát bằng Giao thoa kế thử nghiệm Palomar, cho thấy bán kính 1.570 ± 400 bán kính mặt trời (tương đương với bán kính quỹ đạo của sao Mộc), xác nhận các tính toán gián tiếp trước đó. Ở khoảng cách hiện được chấp nhận là 6.100   pc, đường kính góc đo được vào cuối năm 2004 (1,83 mas) tương ứng với bán kính 1.200 ± 150 radii mặt trời, nhưng vào năm 2014, nó đã giảm xuống còn 750 ± 200 radii mặt trời, tương tự như Betelgeuse. Việc mở rộng chỉ mất vài tháng, có nghĩa là tốc độ của nó là bất thường. Các định luật nhiệt động học cho rằng việc mở rộng khí lạnh. Do đó, ngôi sao trở nên cực kỳ mát mẻ và đỏ thẫm. Trên thực tế, một số nhà thiên văn học cho rằng quang phổ của ngôi sao giống với sao lùn nâu loại L. Nếu đó là trường hợp, V838 Monocerotis sẽ là siêu sao loại L đầu tiên được biết đến. Tuy nhiên, ước tính hiện tại về khoảng cách, và do đó là bán kính, thấp hơn khoảng 25% so với giả định trong các giấy tờ đó.

### Các sự kiện tương tự khác
Có một số vụ nổ tương tự như V838 Monocerotis. Năm 1988, một ngôi sao đỏ được phát hiện đang phun trào trong thiên hà Andromeda. Ngôi sao, được chỉ định là M31-RV, đạt cực đại lực kế tuyệt đối.995,95 (tương ứng độ sáng 0,75 triệu lần năng lượng mặt trời) trước khi mờ đi ngoài khả năng phát hiện. Một vụ phun trào tương tự đã xảy ra vào năm 1994 tại Dải ngân hà (V4332 Sagittarii).

## Ngôi sao tổ tiên
Một số chi tiết đang nổi lên về bản chất của ngôi sao đã trải qua sự bùng nổ. Dựa trên một diễn giải không chính xác về tiếng vang ánh sáng của vụ phun trào được tạo ra, khoảng cách của ngôi sao đầu tiên được ước tính là 1.900 đến 2.900 năm ánh sáng. Kết hợp với cường độ rõ ràng được đo từ các bức ảnh trước khi phun trào, nó được cho là một sao lùn loại F mờ nhạt, tạo ra một sự đố kị đáng kể.
Các phép đo chính xác hơn cho khoảng cách lớn hơn nhiều, 20.000 năm ánh sáng (6   kpc). Có vẻ như ngôi sao này to hơn và sáng hơn đáng kể so với Mặt trời. Ngôi sao có thể có khối lượng từ 5 đến 10 lần năng lượng mặt trời. Nó rõ ràng là một ngôi sao B1.5V với bạn đồng hành B3V hoặc A0.5V với bạn đồng hành B4V. Trong trường hợp thứ hai, nó sẽ có độ sáng gấp khoảng 550 lần so với mặt trời (gấp 0,43 lần so với người bạn đồng hành của nó), và trong trường hợp trước, nó sẽ phát sáng hơn (gấp 1,9 lần so với người bạn đồng hành của nó). Ngôi sao ban đầu có thể có bán kính gấp khoảng 5 lần năng lượng mặt trời và nhiệt độ của nó sẽ là ngôi sao loại B (hơn 10.000K nhưng dưới 30.000K ). Munari et al. (2005) cho rằng ngôi sao tiền nhân là một siêu sao rất lớn với khối lượng gấp khoảng 65 lần năng lượng mặt trời, nhưng điều này đã được tranh cãi. Dường như có sự đồng ý rằng hệ thống sao tương đối trẻ. Munari et al. kết luận rằng hệ thống có thể chỉ khoảng 4 triệu năm tuổi.
Quang phổ của V838 Monocerotis cho thấy một người bạn đồng hành, một ngôi sao chuỗi chính loại B màu xanh nóng có lẽ không khác lắm so với ngôi sao tiền nhân. Cũng có thể là tổ tiên có khối lượng nhỏ hơn một chút so với người bạn đồng hành và chỉ mới bước vào chuỗi chính.
Dựa trên thị sai trắc quang của người bạn đồng hành, Munari et al. tính khoảng cách lớn hơn, 36.000 năm ánh sáng (10 kpc).

## Sự vang ánh sáng

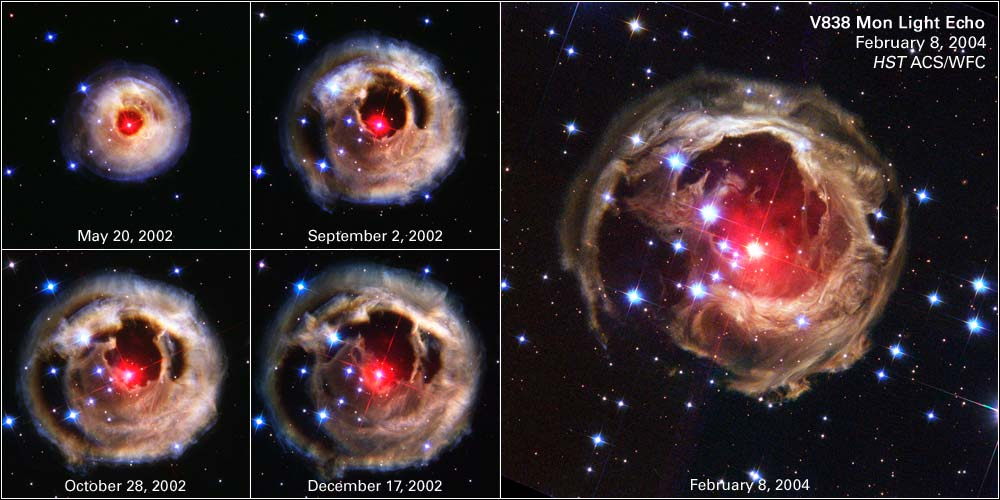
Hình ảnh cho thấy sự mở rộng của sự vang ánh sáng. Nguồn: NASA / ESA.

Các vật thể phát sáng nhanh như novae và siêu tân tinh được biết là tạo ra một hiện tượng gọi là tiếng vang ánh sáng. Ánh sáng truyền trực tiếp từ vật thể đến trước. Nếu có những đám mây vật chất liên sao xung quanh ngôi sao, một số ánh sáng được phản chiếu từ những đám mây. Do đường đi dài hơn, ánh sáng phản xạ đến sau, tạo ra tầm nhìn mở rộng các vòng ánh sáng xung quanh vật thể phun trào. Những chiếc nhẫn dường như di chuyển nhanh hơn tốc độ ánh sáng, nhưng thực tế chúng không như vậy.
Trong trường hợp của V838 Monocerotis, sự vang ánh sáng được tạo ra là chưa từng có và được ghi lại rõ ràng trong các hình ảnh được chụp bởi Kính viễn vọng Không gian Hubble. Mặc dù các bức ảnh dường như mô tả một mảnh vỡ hình cầu đang mở rộng, chúng thực sự được hình thành do sự chiếu sáng của một elipsoid đang mở rộng với ngôi sao tiên sinh ở một tiêu điểm và người quan sát khác. Do đó, mặc dù xuất hiện, các cấu trúc trong những bức ảnh này thực sự lõm về phía người xem.
Đến tháng 3 năm 2003 kích thước của vang ánh sáng trên bầu trời gấp đôi đường kính góc của Sao Mộc và đang tiếp tục phát triển. Đường kính góc của sao Mộc thay đổi từ 30 đến 51 giây.
Vẫn chưa rõ liệu độ mờ đục xung quanh có liên quan đến chính ngôi sao hay không. Nếu đó là trường hợp, chúng có thể đã được ngôi sao tạo ra trong các vụ phun trào trước đó sẽ loại trừ một số mô hình dựa trên các sự kiện thảm khốc duy nhất. Tuy nhiên, có bằng chứng mạnh mẽ cho thấy hệ thống V838 Monocerotis còn rất trẻ và vẫn được nhúng vào tinh vân mà nó hình thành.
Vụ phun trào ban đầu phát ra ở bước sóng ngắn hơn (tức là xanh hơn), có thể nhìn thấy trong tiếng vang ánh sáng: viền ngoài có màu hơi xanh trong ảnh Hubble.

## Các giả thuyết
Cho đến nay một số giải thích khá khác nhau về sự phun trào của V838 Monocerotis đã được công bố.

### Nova bùng nổ không điển hình
Sự bùng nổ của V838 Monocerotis có thể là một vụ phun trào nova sau tất cả, mặc dù là một điều rất bất thường. Tuy nhiên, điều này rất khó có thể xem xét rằng hệ thống bao gồm một ngôi sao loại B và các ngôi sao thuộc loại này rất trẻ và đồ sộ. Không có đủ thời gian để một sao lùn trắng có thể làm mát và tích tụ đủ vật liệu để gây ra vụ phun trào.

### Xung nhiệt của một ngôi sao sắp chết
V838 Monocerotis có thể là một ngôi sao nhánh khổng lồ không có triệu chứng, sắp chết. Độ mờ đục được chiếu sáng bởi tiếng vang ánh sáng thực sự có thể là những hạt bụi bao quanh ngôi sao, được tạo ra bởi ngôi sao trong các vụ nổ tương tự trước đó. Sự phát sáng có thể là cái gọi là đèn flash helium, trong đó lõi của một ngôi sao có khối lượng thấp sắp chết đột nhiên đốt cháy sự hợp nhất của helium, nhưng không phá hủy, ngôi sao. Một sự kiện như vậy được biết là đã xảy ra trong Đối tượng của Sakurai. Tuy nhiên, một số bằng chứng ủng hộ lập luận rằng bụi là giữa các vì sao chứ không tập trung vào V838 Monocerotis. Một ngôi sao sắp chết bị mất phong bì bên ngoài sẽ rất nóng, nhưng bằng chứng chỉ ra một ngôi sao trẻ thay thế.

### Sự kiện nhiệt hạch trong một siêu lớn
Theo một số bằng chứng, V838 Monocerotis có thể là một siêu sao rất lớn. Cũng trong trường hợp này, sự bùng nổ có thể là đèn flash helium. Những ngôi sao rất lớn tồn tại qua nhiều sự kiện như vậy; tuy nhiên, chúng bị mất khối lượng lớn (khoảng một nửa khối lượng ban đầu bị mất trong khi ở dãy chính) trước khi giải quyết như những ngôi sao Wolf-Rayet cực kỳ nóng. Giả thuyết này cũng có thể giải thích các vỏ bụi rõ ràng xung quanh ngôi sao. V838 Monocerotis nằm ở hướng gần đúng của trung tâm chống thiên hà và rời khỏi đĩa của Dải Ngân hà. Sự ra đời của sao rất ít hoạt động ở các khu vực thiên hà bên ngoài và không rõ làm thế nào một ngôi sao to lớn như vậy có thể hình thành ở đó. Tuy nhiên, có những cụm rất trẻ như Ruprecht 44 và NGC 1893 4 triệu năm tuổi ở khoảng cách tương ứng khoảng 7 và 6 kiloparsecs.

### Sáp nhập
Sự bùng nổ có thể là kết quả của cái gọi là mergeburst, sự hợp nhất của hai ngôi sao chuỗi chính (hoặc 8    sao chuỗi chính và 0.3    sao chuỗi trước chính). Mô hình này được củng cố bởi tuổi trẻ rõ ràng của hệ thống và thực tế là nhiều hệ thống sao có thể không ổn định. Thành phần nhỏ hơn có thể đã ở trong một quỹ đạo rất lập dị hoặc bị lệch về phía khối lớn. Mô phỏng máy tính đã cho thấy mô hình sáp nhập là hợp lý. Các mô phỏng cũng cho thấy rằng phong bì tăng cao sẽ đến gần như hoàn toàn từ thành phần nhỏ hơn. Ngoài ra, mô hình sáp nhập giải thích nhiều đỉnh trong đường cong ánh sáng quan sát được trong quá trình bộc phát. Trên thực tế, dựa trên các quan sát sâu hơn về các ngôi sao tương tự như V838 Monocerotis, chẳng hạn như V1309 Scorpii, các nhà thiên văn học tin rằng đây là kịch bản có khả năng nhất. 

### Sự kiện bắt hành tinh
Một khả năng khác là V838 Monocerotis có thể đã nuốt chửng các hành tinh khổng lồ của nó. Nếu một trong những hành tinh đi vào bầu khí quyển của ngôi sao, bầu khí quyển sao sẽ bắt đầu làm chậm hành tinh. Khi hành tinh xâm nhập sâu hơn vào bầu khí quyển, ma sát sẽ trở nên mạnh hơn và động năng sẽ được giải phóng vào ngôi sao nhanh hơn. Phong bì của ngôi sao sau đó sẽ ấm lên đủ để kích hoạt phản ứng tổng hợp deuterium, dẫn đến sự giãn nở nhanh chóng. Các đỉnh sau đó có thể đã xảy ra khi hai hành tinh khác đi vào đường bao mở rộng. Các tác giả của mô hình này tính toán rằng mỗi năm có khoảng 0,4 sự kiện bắt hành tinh xảy ra ở các ngôi sao giống như Mặt trời trong thiên hà Milky Way, trong khi đối với các ngôi sao lớn như V838 Monocerotis, tỷ lệ này xấp xỉ 0,5 sự kiện 2,5 mỗi năm.

### Sự kiện phong bì chung
Xem phong bì chung